# Eduard Rauch (Politiker)
Eduard Rauch (* 20. August 1844 in Kappeln; † November 1931 in Siems (Lübeck)) war ein deutscher Kommunalpolitiker und Abgeordneter des Provinziallandtages der preußischen Provinz Hessen-Nassau.

## Leben
Eduard Rauch war der Sohn des evangelischen Theologen Friedrich Rauch. Er absolvierte ein Studium der Rechtswissenschaften und Nationalökonomie an den Universitäten in Kopenhagen, Leipzig und Kiel. Nach dem ersten juristischen Staatsexamen am 3. Dezember 1868 begann seine Referendarzeit  mit der anschließenden Beschäftigung bei verschiedenen Gerichten und den Staatsanwaltschaften in Altona und Kiel. Bevor er 1872 zum Bürgermeister der Stadt Mölln gewählt wurde, war er beim Appellationsgericht in Kiel tätig. 1877 wechselte er als Beigeordneter zur Stadt Düsseldorf und wurde zwei Jahre später zum Oberbürgermeister der Stadt Hanau gewählt. In diesem Amt blieb er bis Ende 1887, bevor er Anfang 1888 Oberbürgermeister der Stadt Wandsbeck wurde. Dieses Amt führte er bis zu seiner Pensionierung im Jahre 1912.
Von 1879 bis 1887 hatte er einen Sitz im Kurhessischen Kommunallandtag des preußischen Regierungsbezirks Kassel, aus dessen Mitte er zum Abgeordneten des Provinziallandtages der Provinz Hessen-Nassau bestimmt wurde.

## Auszeichnungen
- 1913 Ehrenbürger der Stadt Wandsbeck